# 西浦上駅
西浦上駅（にしうらかみえき）は、長崎県長崎市音無町にある、九州旅客鉄道（JR九州）長崎本線（長与支線）の駅である。

## 歴史
開設前の仮称は「赤迫駅（あかさこえき）」であった。
- 1987年（昭和62年）
  - 3月9日：日本国有鉄道が臨時駅として開設[2]。当時はホーム有効長は90m[2]。また、開業当時は無人駅であった[3]。
  - 4月1日：国鉄分割民営化によりJR九州に移管、同時に駅に昇格[4]。
- 2012年（平成24年）12月1日：ICカード「SUGOCA」の利用を開始[5]。

## 駅構造
単式ホーム1面1線を有する地上駅である。無人駅。かつては簡易委託駅で、きっぷうりばが設置されていた。

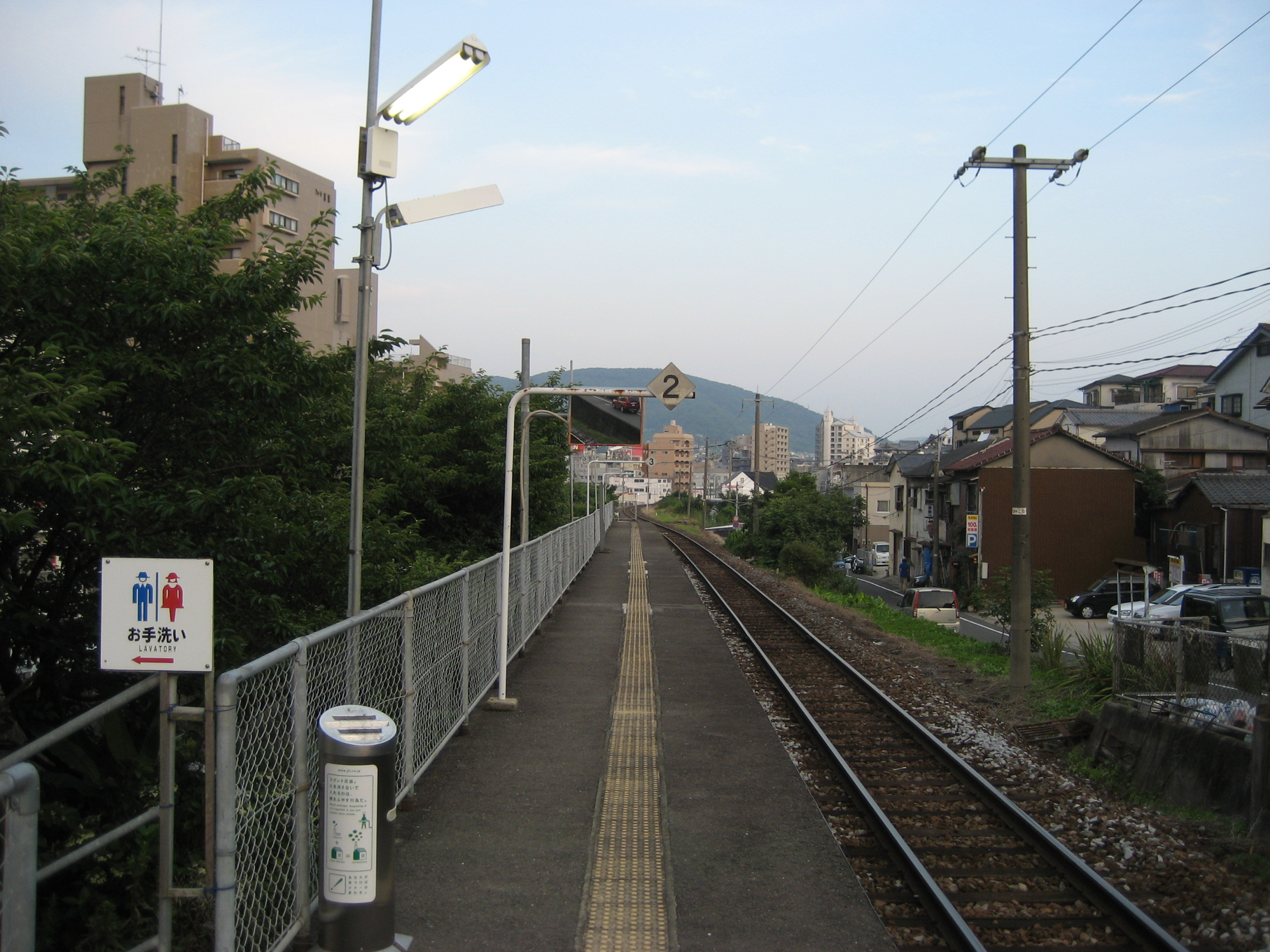
ホーム（2009年6月）

## 利用状況
- 2023年度の1日平均乗車人員は846人である[6]。

| 乗車人員推移 | 乗車人員推移 |
| 年度         | 1日平均人数  |
| ------------ | ------------ |
| 2000         | 865          |
| 2001         | 779          |
| 2002         | 356          |
| 2003         | 323          |
| 2004         | 305          |
| 2005         | 301          |
| 2006         | 287          |
| 2007         |              |
| 2008         |              |
| 2009         | 301          |
| 2010         | 308          |
| 2011         | 298          |
| 2012         | 353          |
| 2013         | 630          |
| 2014         | 635          |
| 2015         | 698          |
| 2016         | 728          |
| 2017         | 774          |
| 2018         | 888          |
| 2019         | 907          |
| 2020         | 792          |
| 2021         | 740          |
| 2022         | 793          |
| 2023         | 846          |

## 駅周辺
- 長崎大学本部
- 長崎電気軌道住吉電停
- 長崎バス・県営バス住吉停留所
- チトセピア（複合施設）     
  - 長崎市西浦上支所
  - 長崎市北公民館
  - 長崎市チトセピアホール
  - 長崎住吉郵便局
- 長崎トンネル

## 隣の駅
九州旅客鉄道（JR九州）
■長崎本線（長与支線）
道ノ尾駅 - 西浦上駅 - 浦上駅